# Shigenori Tōgō
Shigenori Tōgō (Hioki, 10 de diciembre de 1882 – Tokio, 23 de julio de 1950) fue Ministro de Relaciones Exteriores de Japón en el inicio y en el final del conflicto estadounidense-japonés de la Segunda Guerra Mundial. También desempeñó como Ministro de Asuntos Coloniales en 1941, siendo también Ministro de la Gran Asia Oriental en 1945.

## Biografía
Tōgō nació en Hioki (Prefectura de Kagoshima), el 10 de diciembre de 1882. Hacia 1904 se había graduado en el departamento de Literatura de la Universidad Imperial de Tokio, titulación a la que siguieron sus estudios en Alemán en la Universidad Meiji. Entró a trabajar en el Ministerio de Asuntos Exteriores en 1912.

### Carrera política
Tras el inicio de la Segunda Guerra Mundial, a lo largo de la guerra Tōgō fue uno de los que dudaban de que el Japón podría tener éxito en una guerra con los Estados Unidos. Hacia el final de la contienda, fue uno de los principales impulsores por la aceptación de la Declaración de Potsdam, que, a su juicio, contenía las mejores condiciones de paz que a Japón se le podía ofrecer. Hasta el último momento, espero una respuesta positiva de la Unión Soviética y la respuesta oficial japonesa no se hizo a la declaración en un primer momento y una versión censurada dice que la propuesta de Tōgō fue dada a conocer al público japonés aunque Tōgō hubiera esperado oírla de Moscú. Lamentablemente, muchos dirigentes Aliados habían interpretado ese silencio (Mokusatsu, 黙殺) como un rechazo de la Declaración, y así se permitió que los bombardeos continuaran.
Tōgō fue uno de los Ministros del Gabinete japonés que, junto con el primer ministro Kantarō Suzuki, abogó por la rendición en el verano de 1945; Algunos días después de los bombardeos atómicos de Hiroshima y Nagasaki, esta acción se vio finalmente adoptada.
En la etapa decisiva de la guerra contra los Estados Unidos, relegó en otros la responsabilidad del fracaso de la diplomacia. Firmó el documento de la declaración de guerra y por su responsabilidad se convirtió en acusado en el Tribunal Penal Militar Internacional para el Lejano Oriente como un criminal de guerra, siendo condenado a 20 años de prisión, por los cargos de crímenes de guerra. Unos años después, en 1950, murió de colecistitis durante su confinamiento en la cárcel.

### Familia
Tōgō en realidad era de ascendencia coreana y su apellido original era Park, un apellido coreano, su padre presuntamente compró el apellido, cuando Shigenori tenía cinco años.
El diplomático y profesor de relaciones internacionales Kazuhiko Tōgō es su nieto.